# Phloiotrya obscura
Phloiotrya obscura is een keversoort uit de familie zwamspartelkevers (Melandryidae). De wetenschappelijke naam van de soort werd in 1895 gepubliceerd door George Lewis.